# Haute Surveillance (film)
Pour les articles homonymes, voir Haute Surveillance.
Pour plus de détails, voir Fiche technique et Distribution.
Haute Surveillance (Black Mirror) est un film canado-français réalisé par Pierre-Alain Jolivet et sorti en 1981.

## Fiche technique
- Titre : Haute Surveillance
- Titre original : Black Mirror
- Réalisation : Pierre-Alain Jolivet
- Scénario : Jean-Claude Carrière, Pierre-Alain Jolivet et Arthur Samuels, d'après la pièce de Jean Genet
- Photographie : Perci Young
- Costumes : Huguette Gagné
- Musique : Benedetto Marcello et Vic Vogel
- Montage : Dominique Boisvert, Christine Denault et Pascale Laverrière
- Production :  Miranda Productions - Pierre Caro Production - Société de développement de l'industrie cinématographique canadienne
- Pays :  Canada -  France
- Durée : 88 minutes
- Dates de sortie : 
  - France - 19 mai 1981 (Cannes Film Market)
  - Canada - 25 août 1981 (Montréal Film Festival)
  - France - 20 octobre 1982 (sortie limitée)

## Distribution
- Louise Marleau : Green Eyes
- Alberta Watson : Tina
- Lenore Zann : Julie
- Françoise Dorner : Claire Mazarine
- Carolyn Maxwell : Elizabeth Smith
- Lyn Jackson : Mrs. Case
- Pamela Collyer : Pierrette
- Catherine Colley : Anna
- Natacha Doom : Leath
- Martine Fugère : Younger inmate
- Jacoba Knaapen : Josyane
- Francyne Morin : Muriel
- Riva Spier : Amanda
- Marthe Turgeon : Older inmate
- Céline Verreault : Teh cast
- Septimiu Sever : Corcoran
- Marie-Hélène Gagnon : Guard
- Denise Hamilton : Guard
- Judy London : Guard
- Madeleine Chartrand : Auxiliar
- Wendy Dawson : Auxiliar
- Jocelyne Goyette : Auxiliar
- Louise Ladouceur : Auxiliar
- Joan Heney : Julie's mother
- Walter Massey : Julie's father
- Georges Sirois : Detective
- Brontis Jodorowsky :